# Associação Duovizinhense de Futsal
A Associação Duovizinhense de Futsal, mais conhecida como Dois Vizinhos Futsal, é um clube de futsal brasileiro do município de Dois Vizinhos, no sudoeste do estado do Paraná, fundado em 21 de fevereiro de 2012.
Em 2012 disputou a série Bronze do Campeonato Paranaense de Futsal, classificando-se para a Série Prata em 2013. Após alcançar o acesso para a Série Ouro, sagrou-se vice-campeão estadual na edição de 2019 ao ser superado na final pelo Futsal Foz Cataratas.
A primeira grande conquista da equipe foi a Copa do Brasil de Futsal, sagrando-se campeão na edição de 2020, ao derrotar o Ceará na final. Com isso, a equipe ganhou o direito de disputar a Supercopa do Brasil de Futsal de 2021, onde foi superada pelo Magnus e pelo Minas e encerrou na terceira posição do certame.

## Títulos
- Copa do Brasil de Futsal: 2020

Campanhas de destaque
- Campeonato Paranaense de Futsal: 2019 (2º lugar)
- Supercopa do Brasil de Futsal: 2021 (3º lugar)